# Montaña rusa
Montaña rusa è una telenovela argentina andata in onda su Canal 13 dal 1994 al 1996. È stata trasmessa, oltre che in Argentina, anche in Ecuador, Cile, Venezuela, Messico e Stati Uniti d'America. La sigla d'apertura è cantata dal duo argentino Man Ray. Nel 1996 ne è stata prodotto un seguito dal titolo Montaña Rusa: Otra vuelta.
Racconta la storia di Mariana, una ragazza di 16 anni, che vive con sua madre Liliana e suo fratello minore Facundo. I due fratelli vivono insieme con il nuovo fidanzato della madre Guillermo. Dopo aver conosciuto il figlio di Guillermo, Alejandro, Mariana se ne innamora.